# Constitucions catalanes

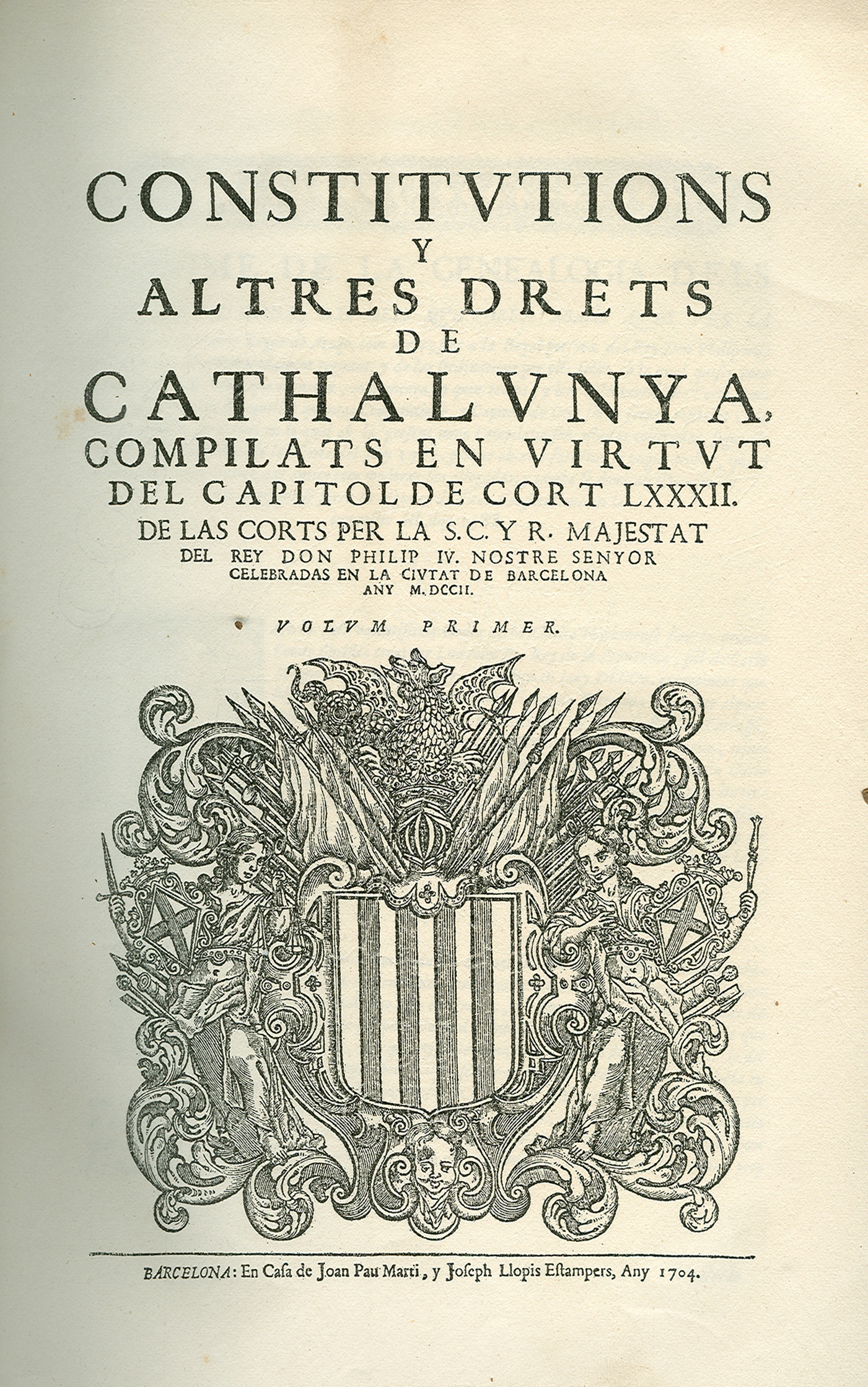
Primer volum de la compilació del 1702

Les Constitucions de Catalunya eren les lleis generals del Principat de Catalunya (constitucions, capítols i actes de Cort) estatuïdes i ordenades pel senyor rei comte de Barcelona amb el consentiment, lloació i aprovació dels tres estaments de la Cort General de Catalunya.
L'etimologia prové del Dret romà pervivent a Catalunya en el qual originàriament les constitucions eren les normes promulgades pels emperadors romans. Legislativament una «constitució», en sentit estricte, es diferenciava d'un «capítol de cort» pel fet de ser estatuïda i ordenada en primera persona pel rei amb el consentiment i aprovació de la Cort, mentre que el segon era suplicat en tercera persona pels tres braços perquè el rei l'estatuís i ordenés amb llur consentiment i aprovació. I és que des de 1283 el rei no podia fer lleis generals a Catalunya sense el consentiment i l'aprovació dels eclesiàstics, cavallers i ciutadans que integraven la Cort General de Catalunya, fet sense precedents a Europa. Com a dret paccionat, les constitucions eren les normes legislatives de major rang i només podien ser revocades per les mateixes Corts Generals del Principat de Catalunya; les constitucions podien modificar fins i tot Usatges de Barcelona (que encapçalaven formalment les constitucions entre les quals eren també compilats) i Privilegis encara que aquests darrers haguessin estat declarats irrevocables anteriorment; així mateix no podien ésser contradites per decrets o sentències reials, les quals eren legislativament de rang inferior a les Constitucions catalanes. Foren abolides per Felip V de Castella el 1714 i el sistema pactista desmantellat; a partir d'aleshores la legislació i el dret foren creats només a través de Reials ordres i Reials decrets emanats de la voluntat del Rei, pràctiques pròpies del cesarisme reial i de l'absolutisme polític borbònic, que fou vigent fins a l'establiment del regnat constitucional d'Isabel II (1833).

## Història

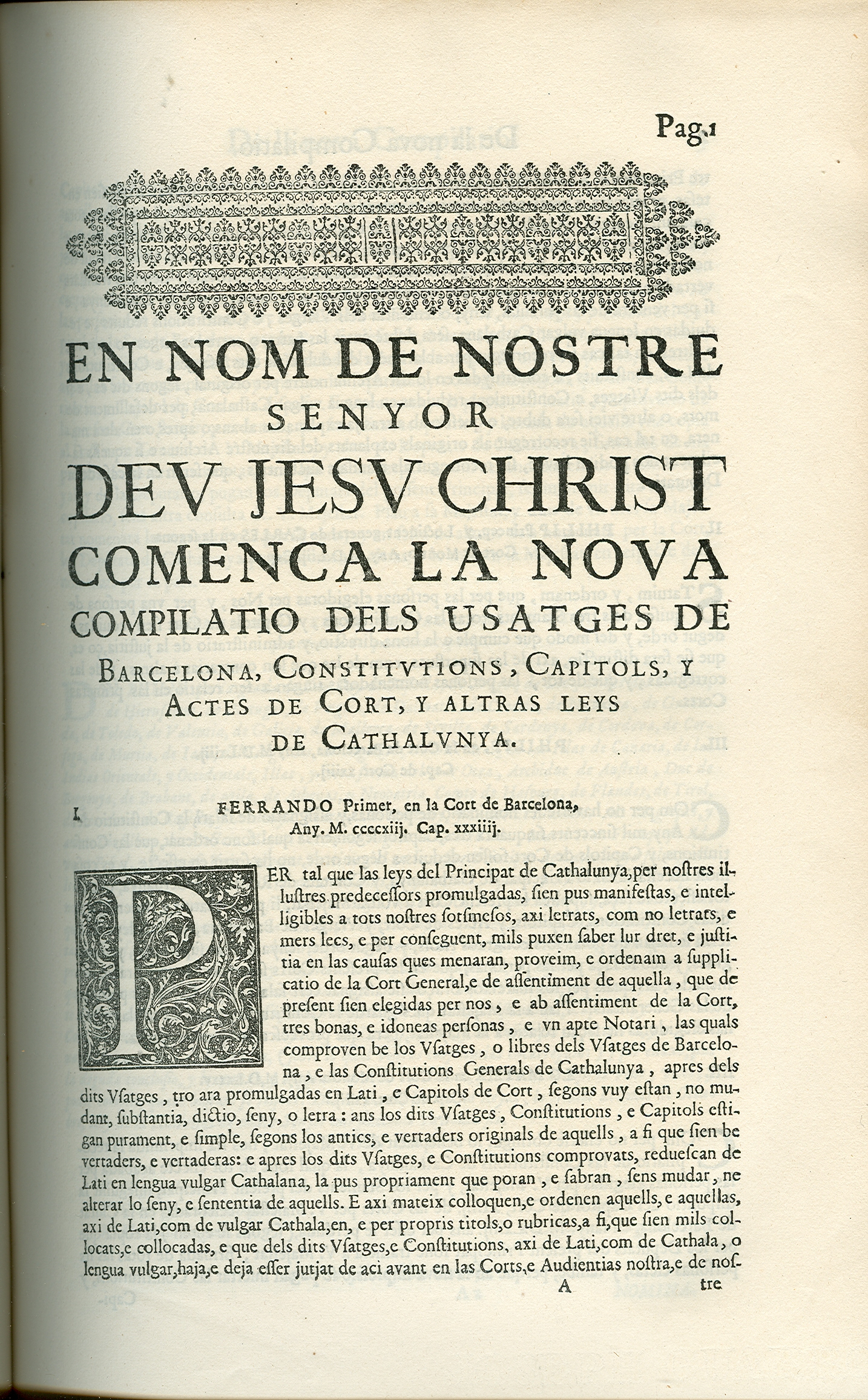
Compilació del 1413

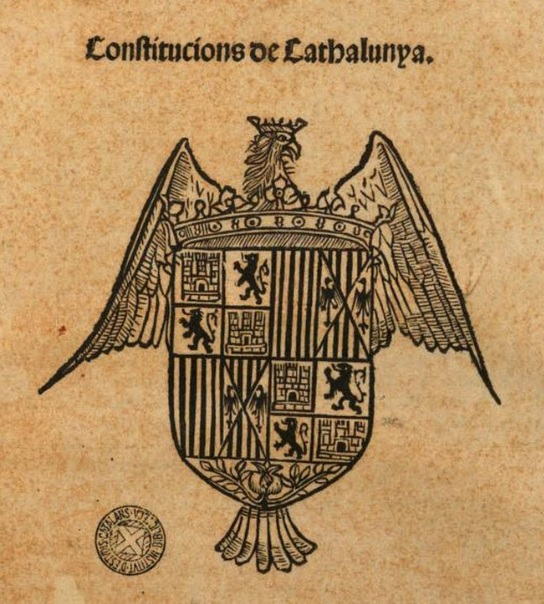
Constitucions de Catalunya de 1493

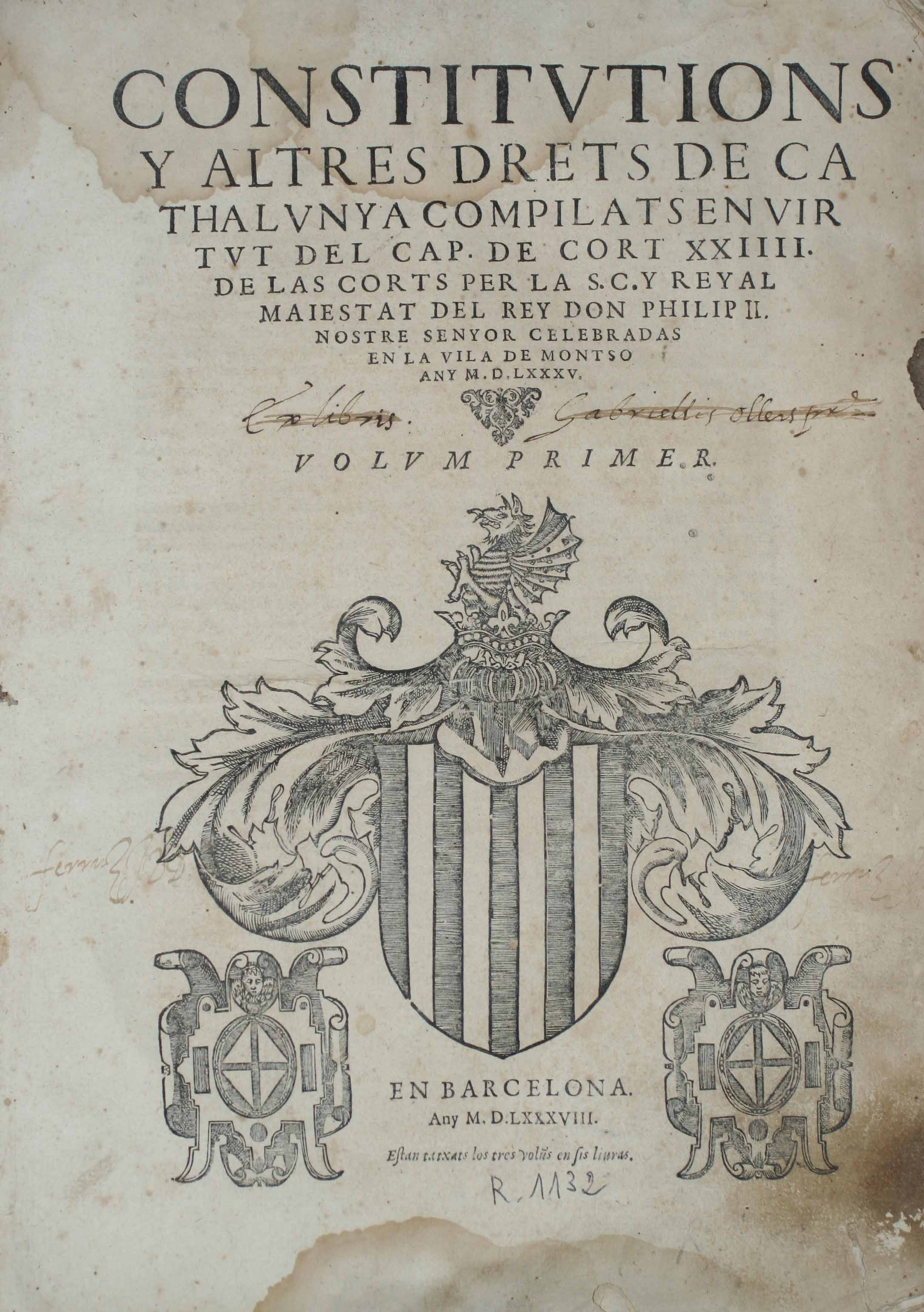
1r volum de la compilació de les Constitucions de Catalunya de 1585

### Origen: Les Corts Catalanes de 1283
Les primeres constitucions catalanes foren promulgades en la Cort General de Catalunya celebrada a Barcelona l'any 1283. Les últimes van ser promulgades el 1706 en les Corts Catalanes de 1705-1706 durant el regnat de Carles III, l'Arxiduc. Les compilacions de les constitucions i altres drets de Catalunya van seguir la tradició romana del còdex. La primera compilació fou prescrita per Ferran d'Antequera, a suggeriment de les Corts de Barcelona (1413). A les Corts de Barcelona (1493), amb Ferran el Catòlic, es fa una nova recopilació acabada el 14 de febrer de 1493. Posteriorment, es va divulgar en edició del 1495, junt amb els Usatges de Barcelona:
- Usatges de Barcelona, constitucions, capítols i actes de cort i altres lleis de Catalunya.

Les compilacions acordades en les corts de Montsó (1585) i del 1702 foren publicades dividides en tres volums:
- Constitucions i altres drets de Catalunya
- Pragmàtiques i altres drets de Catalunya
- Constitucions i altres drets de Catalunya superflus, contraris i corregits.

### Abolició fàctica: Els Decrets de Nova Planta
El Rei Felip V abolí els drets històrics dels catalans escrits en les Constitucions (les quals constitucions garantien les llibertats catalanes) mitjançant el dret de conquesta i després d'una derrota militar. La derogació de fet, que no de dret, de les Constitucions de Catalunya es feu de forma il·legal, atès que no es reformaren les Constitucions seguint les mateixes normes que hi havia reglamentades, sinó amb els Decrets de Nova Planta, llarguíssima col·lecció de disposicions que a la pràctica les va convertir en inaplicables.
Segons les mateixes constitucions, com a dret paccionat no podien contradir-se per decrets o sentències reials:
...Statuim i ordenem que les Constitucions de Cathalunya, Capitols, y Actes de Corts no pugan esser revocades, alterades, ni suspeses, sinó en Corts Generals i si lo contrari sia fet no tinga ninguna força ni valor (lib. 1.tit.17.const.18.pag.52)
Tot i així cal afegir, que almenys en el cas de Catalunya, el Decret de Nova Planta conté reformes gairebé exclusivament del sistema judicial, deixant intacte el Dret Civil, de les Constitucions Catalanes, en virtut de l'article 56 Arxivat 2008-03-19 a Wayback Machine. del Decret per al Principat de Catalunya que diu textualment: "En todo lo demás que no esté previsto en capítulos precedentes de este decreto, se observen las constituciones que antes había en Cataluña; entendiéndose, que son de nuevo establecidas por este decreto, y que tienen la misma fuerza y vigor que lo individual mandado en él." 
També respecta altres institucions, com el Consolat de Mar (article 57) i el Col·legi de Notaris de Catalunya (article 49), ferint-los però de mort, en derogar les institucions responsables de la seva reforma i actualització, i no fer les previsions substitutòries corresponents.

### Promesa de restauració: La Tercera Guerra Carlina
Durant la Tercera Guerra Carlina (1872-1876), les forces carlistes van arribar a ocupar algunes ciutats de la Catalunya interior. Isabel II era a l'exili i el rei Amadeu I, monarca des de 1871, no era gaire popular. Carles VII, net de Carles V, va prometre a catalans, valencians i aragonesos el retorn dels furs i les constitucions que havia abolit Felip V.
La promesa no arribaria mai a complir-se en no tenir èxit la revolta carlista i finalment Carles VII va fugir a França, el 27 de febrer de 1876 el mateix dia que Alfons XII va entrar a Pamplona.

## Dret paccionat

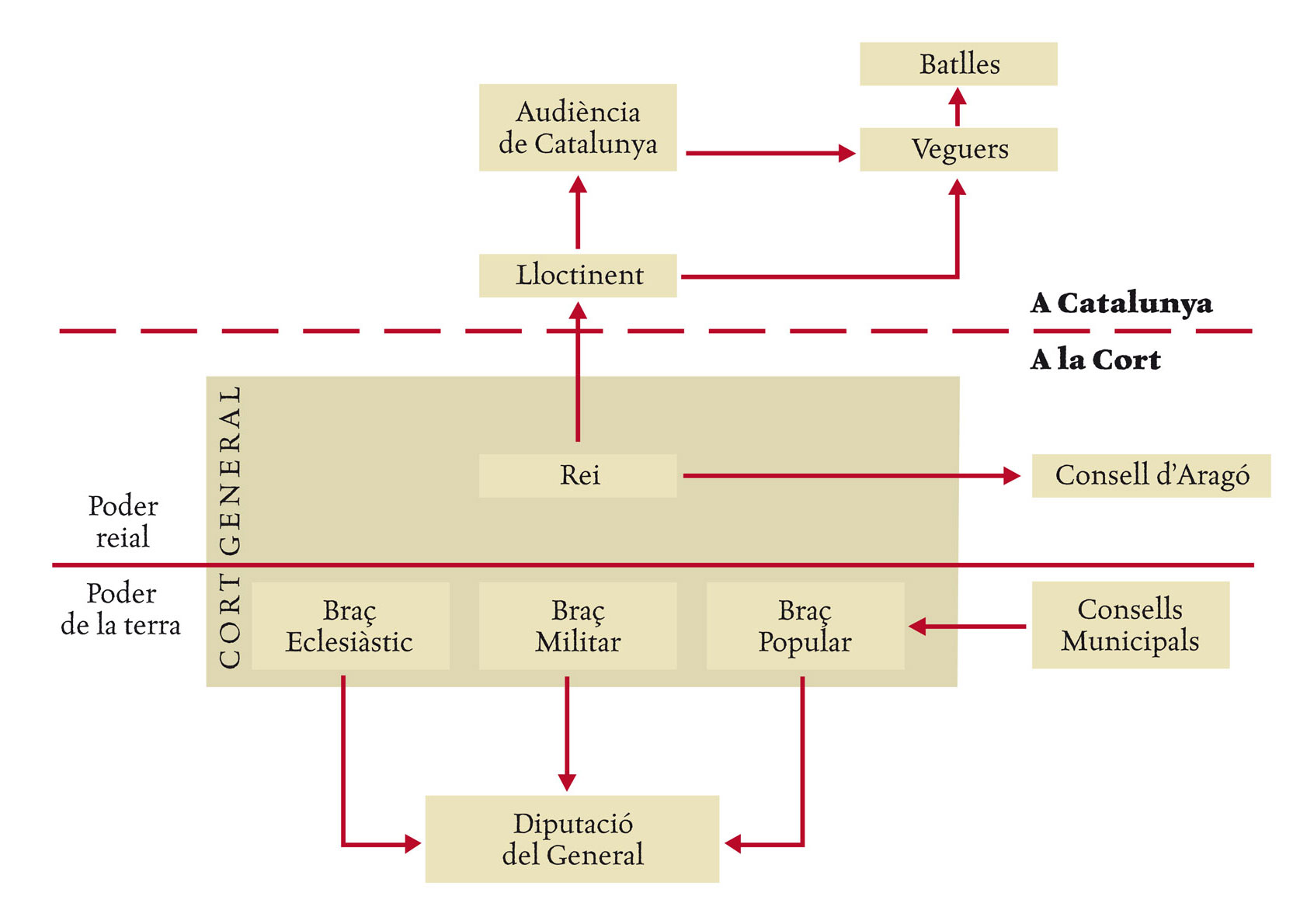
Esquema del sistema constitucional català.

Com a text legal amb llarga història, les Constitucions de Catalunya van anar evolucionant amb els anys, i l'experiència que aportaven cada una de les dificultats per les que passaven les Corts Catalanes en la seva dilatada experiència d'exercir el poder sobre Europa i el Mediterrani. A principis del segle xviii, disposaven ja de molts dels mecanismes d'un text jurídic modern, com ara limitacions i separacions de poders o la previsió de la seva pròpia reforma.
Degut a la forma en què a Catalunya es pactaven les lleis, el que es coneix com a pactisme, Catalunya disposava ja al segle xviii doncs, d'una estructura institucional d'Estat, amb la reserva amb què aquest concepte es pot fer servir abans del segle xix, amb tots els atributs d'una entitat sobirana i de les funcions pròpies d'una comunitat política evolucionada que tenia el seu referent jurídic en les Constitucions i el seu màxim òrgan representatiu en les Corts.
De fet, és precisament la defensa d'aquestes lleis i institucions pròpies, el que expliquen el patriotisme català durant els segles xvii i xviii, i la resistència que porta a l'11 de setembre de 1714.

### Exemples de Constitucions
Els següents exemples mostren que són més avançades que moltes de les lleis de l'Europa del segle xix, i el retard que va suposar per a Catalunya la seva abolició de fet. En el terreny fiscal, el Principat no va tornar a tenir mai més l'autonomia d'abans dels decrets de Nova Planta.

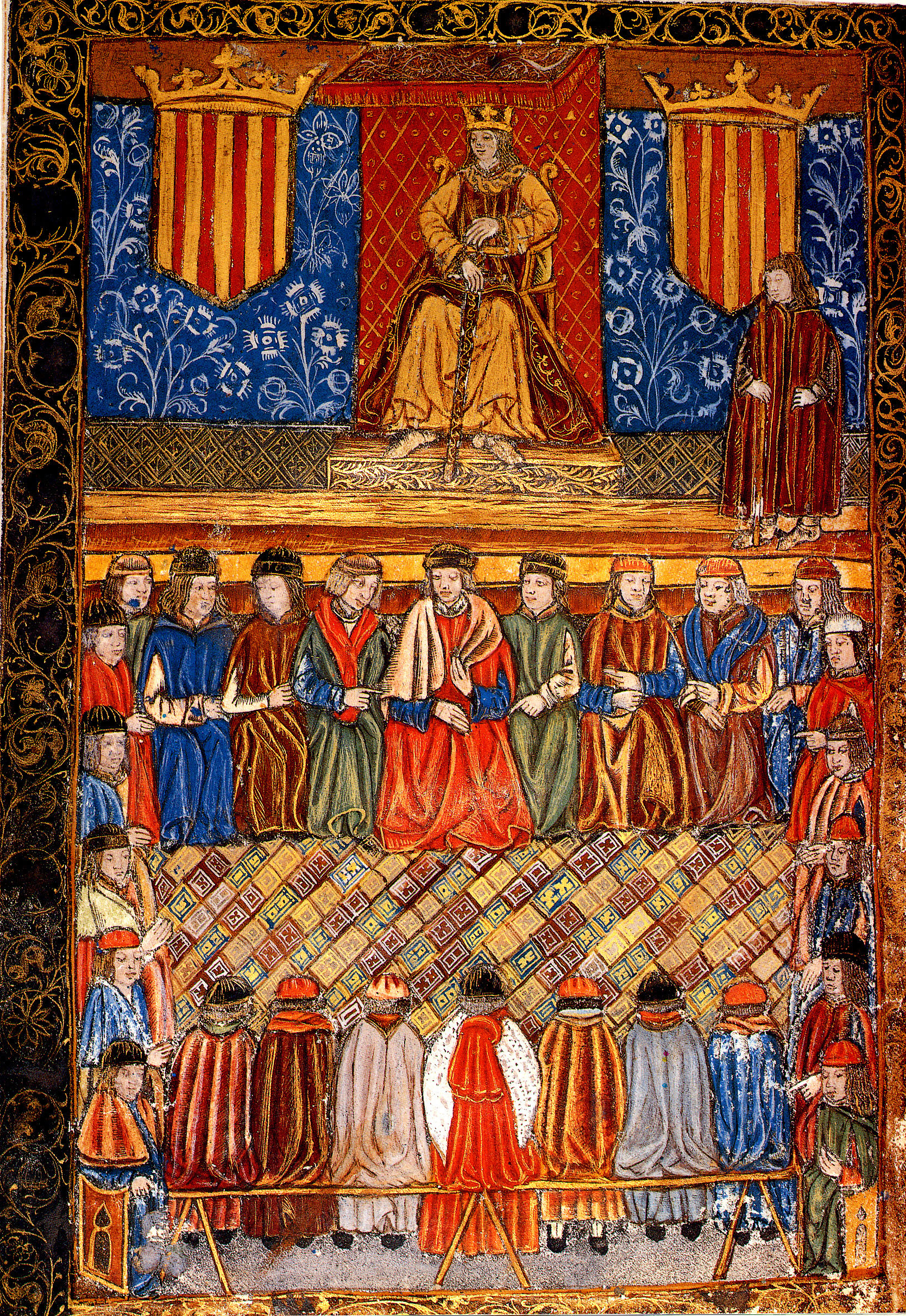
Jaume I, el Conqueridor, presidint les Corts Catalanes. Frontispici d'una edició incunable de 1495 de les Constitucions catalanes (Arxiu de la Corona d'Aragó. Usatges de Barcelona e constituciones de Cathalunya?, Barcelona: Pere Miquel i Diego de Gumiel, impressors).

#### Pagament dels impostos generals per part de la Família Reial
Libre IV. De las Constitutions de Cathalunya, Títol XXVI. De Drets de General, I. FERRANDO Primer en la Cort de Barcelona, Any M.CCCC.xiij. Cap. de Cort. iij.
«Supplica la dita Cort, que vos Senyor, e la Senyora Reyna, e vostre Illustre Primogenit, e vostres, e lurs Successors paguets, e manets, e façats pagar los drets del dit General, com sie Senyor evident cosa, lo dit General redundar en gran utilitat, e honor de vostra Reyal corona. Plau al Senyor Rey de si mateix, de la Reyna, e de sos fills». (De Drets del General- Tit. XXVI, Llibre IV de las Constitucions de Cathalunya) Ferrando Primer en la Cort de Barcelona, Any M.CCCC.xiij., Capítol de Cort III (Llib. 4t, tít. 26è, cap. 1r, pàg. 307)

#### Inviolabilitat del domicili
«La llar catalana, com á domicili de la familia natural, la corporació, la comunitat, etc., es inviolable […] Si algú promogués ó cooperés á guerres civils ó intestines, si es refugía en el seu domicili propi, no es castigat» (Constitucions de Pau i Treva de Déu)

#### Inviolabilitat de les comunicacions
«Per reprimir la facilitat ab que alguns officials reals obrian y llegian las cartas que anaven y venian per la estafeta o correu ordinari ab lo pretext de fer axí convenient al Real servey; y semblantment la cobdícia dels estafeters o correus majors en fer-se pagar los ports de las cartas en moneda de plata.
Per ço, per la major llibertat del comers estatuhim y ordenam ab lloació y aprobació de la present Cort: que ningun official real, ni encara lo Lloctinent General, o Capità General, puga desclóurer ni llegir las cartas que aniran y vindran per las estafetas o correus ordinaris; y axí matex, que los ports de ditas cartas que aniran y vindran de la Península d'Espanya degan exigir-se ab moneda de ardit o belló tantsolament, entenent-se per mitg real dotse diners, moneda de ardits barcelonesa, y axí respectivament; y que los que contrafaran a la present constitució incidescan en las penas de l'observança, y ab las matexas lo correu major o sos officials que permetran que en sa casa se desclogan cartas; sens avisar el Consistori de Deputats y Oydors de la violència lo qual consistori tinga obligació de exir a la defença en pena de un a terça de son salari.» (Constitució 22/1706)

#### Sobirania de la llei
(Vegeu Constitució de l'Observança).
«Poch valdría fer Lleis i Constitucions si no havien d'ésser, per lots los ciutadans i en especial pel rei i llurs oficials, extrictament observades i rigurosament complídes, perxó, confirmant els Usatges de Barcelona, volèm i manèm que sian observades al peu de la lletra, per la qual cosa no es válida cap contravenció als usos, práctiques, costums ó constitucions de Catalunya, ancar que fos dictada pel rei ó llurs oficials.» (Corts de Montsó de 1289 i de Corts de Barcelona (1481))
«Ni el Rei ni els seus Oficials poden despullar á algú de quelcuna cosa que posseeixi sense coneixement de causa i ferma sentencia donada.» (Corts de Barcelona, any 1283)

#### Garanties processals
«Les causes plenaries tenen de finirse en el terme precís de 100 dies; si son apellacions en el de 50 i la causa de segona apellació en el de 10 dies comtadors de des del en què fou incoada la causa […] Tants cuants dies se passi d'aquesta regla, perfer la resolució, els pert el jutge, relator, magistrat ó de qui fos la culpa, de son respectiu salari.» (Corts de Barcelona, 1251, i de Montsó, 1517).
«Ningú pot ésser empresonat sens exprés manament de Jutge competent» (Corts de Barcelona, any 1228)
- Dret a una defensa justa

«Inspirantse en alts sentiments de justicia i humanitarísme, la Diputació Catalana donará salari á dos advocats i á dos procuradors pera que s'encarreguin de la defensa i tramitació respectivament de les causes en què els llitigants sian pobres i no pugan sostenir defensor propi.» (Corts de Barcelona, 1520)

#### Jurisdicció catalana
«Com que les Constitucions i demés Lleis perque's regeix la terra catalana, son elaborades única i solament per les Corts de Catalunya, sols aquestes tenen poder i forsa per derogar ó esmenar les dites ordenances de modo qué les ordres contràries als Usos, Privilegis generals ó especials, Capitols de Corts, Constitucions, no deuen obehirse ni acatarse ancar que fossin ó haguessin sigut dictades pel Rei ó el primogenit seu.» (Corts de Barcelona, any 1422)
«A Catalunya no's cursen ni resolen causes ó sentencies de tribunals forasters.» (Corts de Barcelona, any 1283)

#### Dret de reparació
«Si d'aquí en avant, per algun empleiat publich fos fet dany ó perjudici á quelcun ciutadá de Catalunya será immediatament reparat» (Corts de Montsó, any 1289)